# Pterolophia denticollis
Pterolophia denticollis là một loài bọ cánh cứng trong họ Cerambycidae.